# Gangsa
Un gangsa est un type de métallophone qui est utilisé par les gamelans balinais et javanais en Indonésie.
Il se compose de plusieurs lames en métal (fer ou bronze) placées au-dessus de résonateurs individuels. Chaque lame est accordée sur une note déterminée. Pour produire le son, les lames sont percutées à l'aide d'une mailloche en bois en forme de marteau. Avec les doigts de l'autre main, l'instrumentiste contrôle le timbre et la durée du son en amortissant la vibration des lames.
Le gangsa est très similaire au gender et au saron.